# 이타푸아주

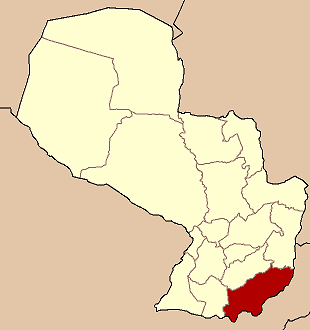
이타푸아 주의 위치

이타푸아주(스페인어: Departamento de Itapúa)는 파라과이 남동부에 위치한 주로 주도는 엥카르나시온이며 면적은 16,525km2, 인구는 453,692명(2002년 기준), 인구 밀도는 27명/km2이다.
북쪽으로는 카사파 주와 알토파라나 주, 서쪽으로는 미시오네스 주와 접하며 남쪽과 동쪽으로는 아르헨티나와 국경을 접한다. 30개 현을 관할한다.

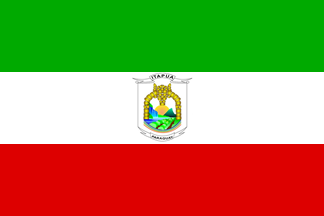
주기
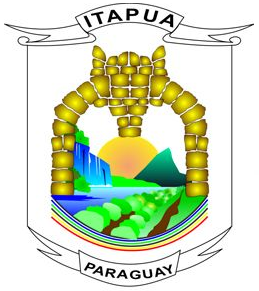
주 문장